# 中華民國精算學會
中華民國精算學會（英語：Actuarial Institute of the Republic of China (Taiwan)），是一個培養精算人才的專業協會，為促進精算學術發展，提升精算人員素質，交流國際精算知識為該會的成立宗旨，現為國際精算協會的正會員組職之一。精算師的教育背景以大學數學系、統計系相關科系為主，精算師需通過考試才可取得精算師資格，目前國際間以美國精算學會最具代表性，中華民國精算學會亦有辦理精算考試。

## 簡介
精算學會除了舉辦壽險、產險及退休金相關的精算考試之外，亦接受承辦政府有關社會保險的研究計畫，協助主管機關釐訂保險費率及準備金等相關法令，並參各項國際組織活動(例如美國精算學會的安排參訪)。為國際精算協會(International Actuarial Association, IAA) 的正會組織 (Full Member Association) 之一，於2008年起改制精算考試符合IAA標準，使台灣的精算專業與國際接軌。

## 大事紀
- 1967年10月 籌組成立中國精算學會。
- 1969年3月 內政部核准發起組織「中國精算學會」。
- 1969年6月 創會成立大會。
- 1974年12月 舉辦國內第一次精算考試。
- 1975年11月 美國精算學會 (SOA) 首次在台北設置考區舉辦考試。
- 1978年10月 獲准加入國際精算學會 (IAA)。
- 1979年12月 中文名稱改為「中華民國精算學會」。
- 1982年4月 成立產險精算研究委員會。
- 1994年3月 新增「退休金組」與原「壽險組」及「產險組」精算考試同時舉行。
- 2011年10月 擔任 2014 年第 18 屆東亞精算會議 (EAAC) 主辦國。。
- 2014年5月 正式成為可授與有關風險管理之認證資格CERA證書之學會。

## 現行組織架構
中華民國精算學會現行組織架構：
- 會員大會
  - 理事會
    - 秘書處
    - ERM風險管理委員會
    - 退休金精算委員會
    - 產險策略及國際事務委員會
    - 產險精算研究委員會
    - 壽險策略及國際事務委員會
    - 壽險商品實務處理準則委員會
    - 壽險精算及簽證精算人員處理準則委員會
    - 紀律及職業道德教育委員會
    - 會務委員會
    - 考選及教育委員會
    - 提名委員會

  - 監事會

## 外部連結
- 中華民國精算學會（页面存档备份，存于）
- 外交部NGO雙語網－中華民國精算學會（页面存档备份，存于）
- 保險事業發展中心－保險相關機構（页面存档备份，存于）
- 英國精算學會－Actuarial professional bodies and societies（页面存档备份，存于）
- 美國精算學會"An Update on Taiwan Actuarial Community"（页面存档备份，存于）
- 聯合新聞網－精算師難考 平均花七年（页面存档备份，存于）